# Daniel Sickles
Pour les articles homonymes, voir Sickles.
Daniel Edgar Sickles, né à New-York le 20 octobre 1819 et mort le 3 mai 1914 dans cette même ville, est un général de l’Union Army pendant la guerre de Sécession, un homme politique et un diplomate américain.
Dans ses fonctions politiques, Sickles est compromis dans bon nombre de scandales. Comme officier supérieur, il est connu pour avoir été un political general des plus notables à l’époque, et pour avoir pris lors de la bataille de Gettysburg (au cours de laquelle il perdit une jambe) une initiative tactique plus que hasardeuse qui a entrainé la destruction du IIIe corps d'armée qu'il commandait.
Pendant la reconstruction après la guerre de Sécession Sickles est gouverneur de secteurs militaires, puis est nommé ambassadeur en Espagne.
Élu ensuite au Congrès, il fait voter des mesures de préservation du site de la bataille de Gettysburg et s'occupe activement de l'aménagement du Gettysburg National Military Park et du Gettysburg National Cemetery.

## Débuts

### Ascension politique
Sickles, né à New York est le fils d’un homme de loi engagé en politique. Il est un adolescent rétif à l'éducation classique, qui fait des fugues et aime fréquenter les « femmes de mauvaise vie ». Il apprend le métier d’imprimeur, mais suit aussi des cours de droit et devient avocat. Il devient membre de la New York Assembly en 1843, et s’inscrit au barreau de New York en 1846. Il travaille ensuite pour le cabinet d'avocats de Benjamin F. Butler, une figure du parti démocrate, qui était en 1848 le 12e United States attorney general (ministre de la justice).
En 1852, à 33 ans, il épouse, malgré l’opposition des familles, la jeune Teresa Bagioli, 15 ans, fille d'un couple d'amis.
En 1853, soutenu par Tammany Hall (il fait partie du conseil d'administration de cette entreprise de lobbying appartenant au parti démocrate), il est nommé corporation counsel  de New York mais il démissionne rapidement : le Président Pierce le nomme secrétaire de la légation américaine (les États-Unis n'avaient pas alors d'ambassade en Grande-Bretagne) auprès de James Buchanan, ministre-représentant des États-Unis à Londres. Il se signale en Angleterre par une conduite ouvertement scandaleuse : il présente sa maîtresse à la reine Victoria, et lors du banquet d'Independance Day refuse de porter un toast à la reine.
Sickles revient en Amérique en 1855, et en 1856 se fait élire Sénateur de l’état de New York. Puis, de 1857 à 1861, il est representative  (député) aux 35e et 36e Congrès, sous l’étiquette parti démocrate. Il se signale alors par son activité dans l'opération immobilière aboutissant à la création de Central Park.

### Meurtre de Philip Barton Key II

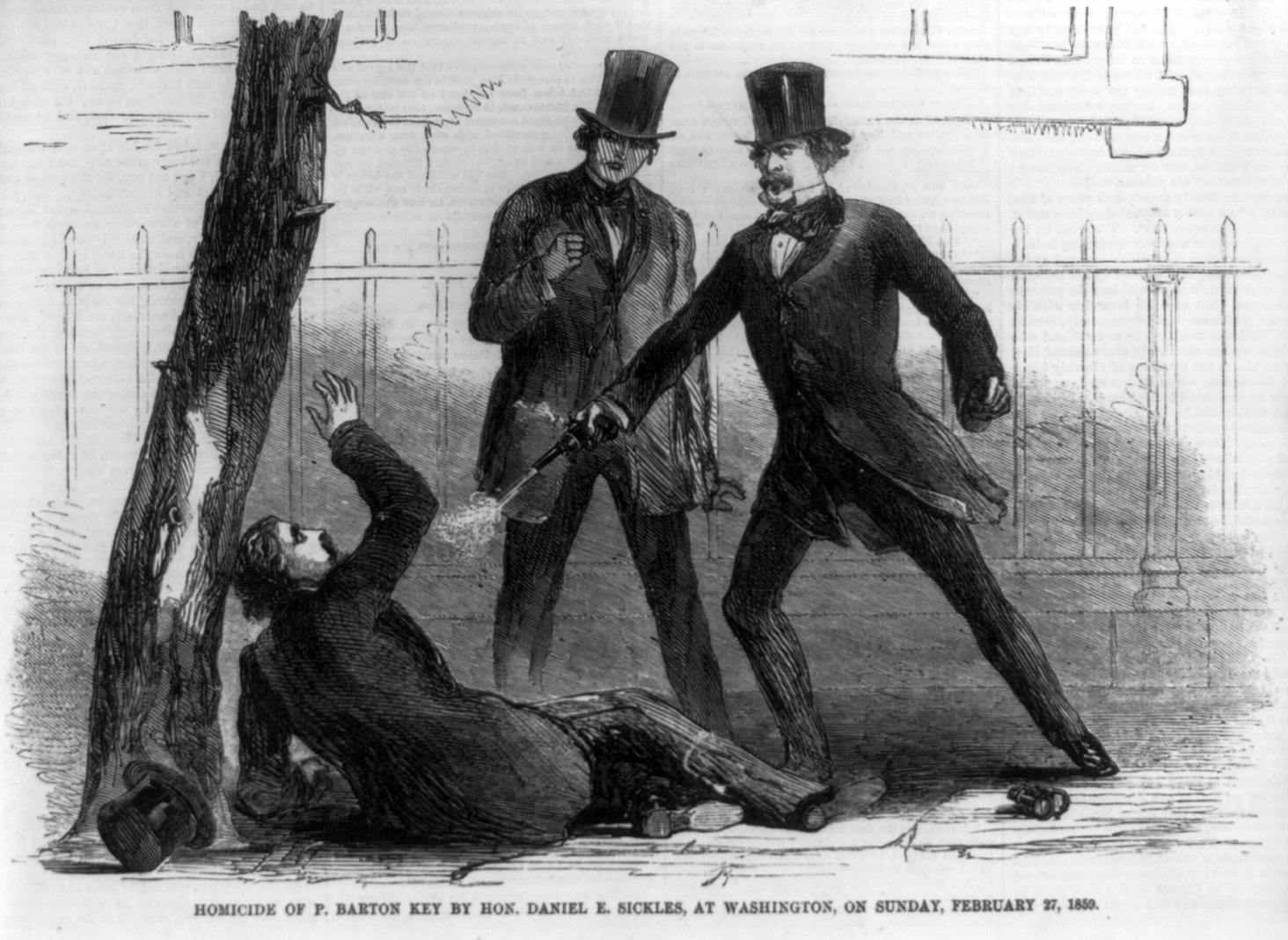
Sickles tuant l'amant de sa femme, Philip Barton Key II, tout près de la Maison-Blanche (1859). Les grilles visibles en arrière-plan figurent probablement celles du Lafayette Square, qui seront installées 25 ans plus tard sur le site du parc national de Gettysburg, en bordure du Gettysburg National Cemetery, dont Sickles fut un promoteur éminent... (voir infra le chapitre « Défenseur et promoteur du mémorial de Gettysburg »).

Sickles ne craignait pas de susciter le scandale : il avait reçu un blâme de la New York State Assembly pour avoir fait visiter les locaux de l'assemblée à Fanny White, une prostituée notoire. Il avait d'ailleurs emmené la dame avec lui en Angleterre (sa propre femme, enceinte, était restée en Amérique, pour y accoucher de leur fille Laura) et l'avait même présentée à la reine Victoria du Royaume-Uni sous le nom d’un de ses adversaires politiques…
En 1859, à Washington D.C., Sickles est cependant bouleversé quand il reçoit une lettre anonyme qui lui révèle que sa femme le trompe,, et qui plus est avec son ami Philip Barton Key II, le district attorney (procureur général) du  District de Columbia,. Hors de lui, Sickles va au Congrès, montre la lettre anonyme à ses collègues députés, sanglote en public... Il est chez lui, justement en train d'obtenir des aveux complets de sa femme, et il voit passer sur le trottoir Key, qui agite son mouchoir vers la fenêtre. Sickles empoigne ses pistolets, se jette dans la rue, et, dans le Lafayette Park, en face de la Maison-Blanche, confronte son rival (qui n'était pas armé), et le tue de plusieurs coups de feu.
Sickles se constitue ensuite prisonnier, et est incarcéré. Ses amis (députés, sénateurs, membres de la haute société…) viennent en grand nombre lui rendre visite en prison. Le Président Buchanan ne vient pas le voir, mais lui envoie un mot de sa main. Les journaux font leur une de l’événement, et certains présentent même Sickles comme un défenseur de la morale, qui a défendu la vertu des honnêtes épouses de Washington contre les attentats d'un prédateur sexuel, Philip Key.

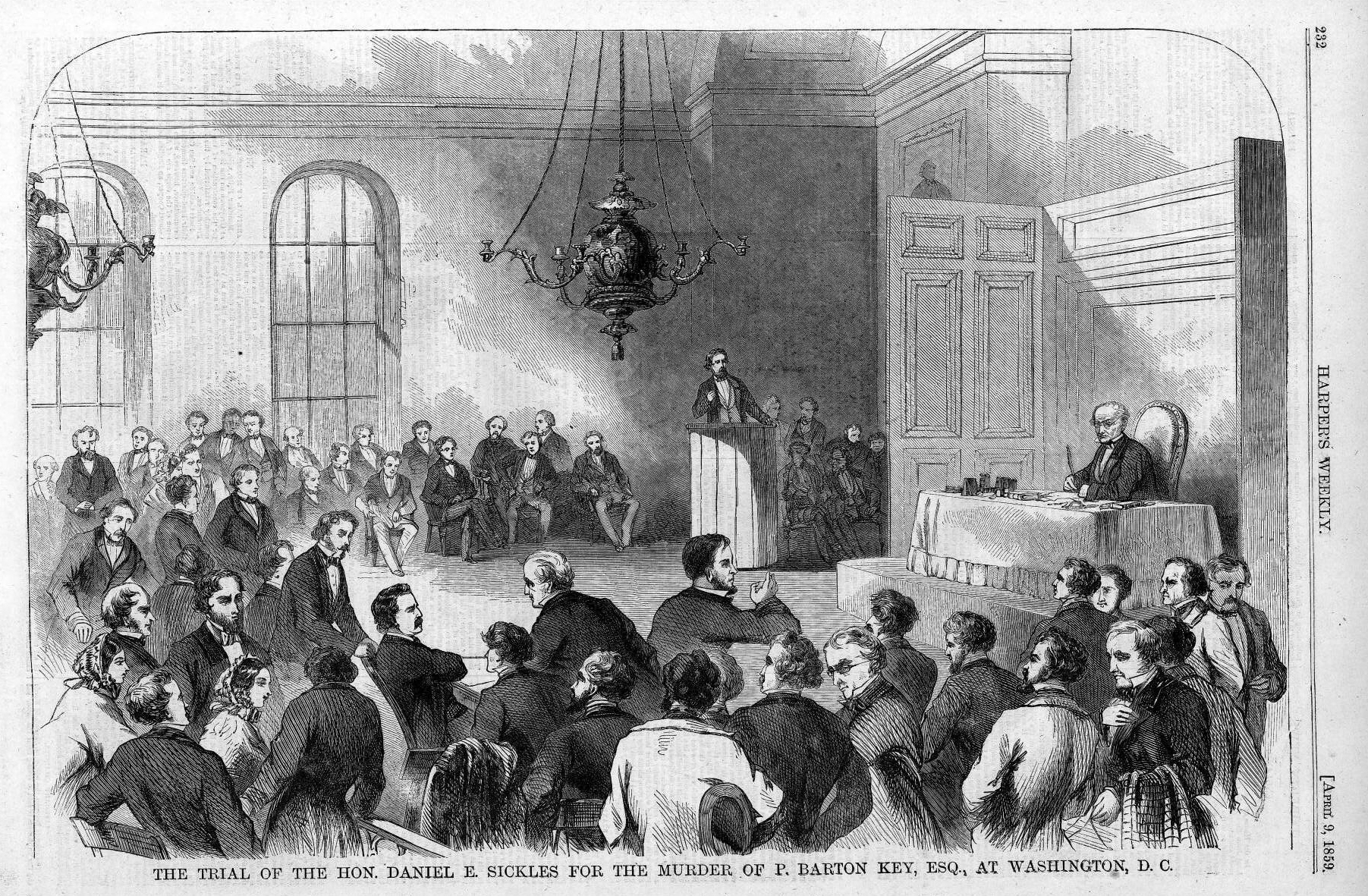
Le procès de Daniel Sickles. Gravure publiée dans le Harper's.

Sickles prend pour avocats de la défense des hommes politiques connus : Edwin M. Stanton, (qui deviendra plus tard Secretary of War, Ministre de la Guerre), et le Chief Counsel James T. Brady qui était, comme Sickles, un familier de Tammany Hall, un des sièges de la corruption politico-affairiste new-yorkaise.
Ils décident de plaider la folie passagère (ce fut à cette occasion que cette excuse fut invoquée aux États-Unis pour la 1re fois).
Sickles, bien que prétendument dans un état second au moment du meurtre de Key, n'avait pas négligé d'obtenir une confession écrite de sa femme, avec description détaillée des lieux (domicile conjugal des Sickles y compris), modalités, variantes et circonstances accessoires de l'adultère. Ce document, non recevable en droit, paraît in extenso dans les journaux, qui prennent alors fait et cause pour Sickles. Le Harper's et le Frank Leslie's Weekly, deux magazines à la dévotion du président James Buchanan publient des gravures montrant Sickles en prières, les yeux au ciel, dans sa cellule. Les éditorialistes du  New York Times et du New York Herald, organes à la solde du Parti Démocrate affirment qu’un député emprisonné pour meurtre n’est nullement obligé de démissionner, surtout après un crime passionnel.
À l’issue d’un procès retentissant, Sickle est acquitté. Mais le public est surpris et choqué d'apprendre dans les jours qui suivent que Sickles a pardonné publiquement à Teresa et s'est réconcilié avec elle. Sickles quitte ensuite le devant de la scène ; il n'a pas démissionné du Congrès, mais ne se représente pas pour un nouveau mandat.

## Guerre de Sécession

### Avant labataille de Gettysburg
Dès la déclaration de guerre contre le Sud (11 avril 1861), Sickles devient un War Democrat, propose ses services au président Lincoln (leurs épouses respectives étaient amies, et il connaissait le président, tout en étant d'un parti politique en principe opposé à celui de Lincoln) et commence activement à lever des volontaires à New York. Il met sur pied 4 régiments, est nommé colonel de l’un d'eux (le 70e Volontaires de New York), puis devient brigadier-general des volontaires. Le Congrès refuse d’entériner cette nomination (mars 1862), mais, grâce aux relations qu’il fait agir, Sickles retrouve son grade en mai 1862, à temps pour participer à la campagne de la Péninsule dirigée par George B. McClellan. Il n’a cependant pas pu participer à la bataille de Williamsburg, où sa « Brigade Excelsior » s’est distinguée.
Pendant la bataille de Seven Pines et lors de la retraite qui suit (la bataille de Sept Jours), Sickles, malgré son inexpérience totale en matière militaire, commande fort bien sa Brigade Excelsior.
Il ne participe pas à la désastreuse seconde bataille de Bull Run : il a obtenu d'être envoyé à New York pour y lever des volontaires. Pendant la bataille d'Antietam, le IIIe Corps d’armée dont Sickles commande une brigade est loin du champ de bataille : il est stationné sur le cours inférieur du Potomac et protège Washington D.C..
Sickles est nommé major general le 29 novembre 1862, juste avant la Bataille de Fredericksburg. Pendant la bataille, sa division est placée en réserve et la Brigade Excelsior, qui perdra beaucoup d’hommes, est menée à l’assaut par le colonel George B. Hall.
Quand Joseph Hooker, le supérieur et l’ami de Sickles, est nommé à la tête de l’armée du Potomac le 26 janvier 1863 (après la terrible défaite que fut pour le Nord la bataille de Fredericksburg, suivie par la Mud March), Sickles forme avec Hooker et son chef d’état-major Daniel Butterfield un trio qui attire la réprobation des hauts gradés : au Q.G. de Falmouth on reçoit fréquemment des dames de petite vertu, l’alcool coule à flots et les intrigues politiciennes vont bon train. Le capitaine de cavalerie Charles Francis Adams, Jr., issu d'une famille patricienne du Massachusetts, écrit même dans une de ses lettres que le QG de Falmouth est « a bar and a brothel »...
En février 1863, Hooker nomme Sickles à la tête du IIIe Corps d’armée, ce qui soulève des protestations parmi les officiers d’active : Sickles est le seul commandant de corps d’armée qui ne soit pas issu de West Point.
Lors de la bataille de Chancellorsville, le 2 mai 1863, Sickles lance énergiquement ses troupes sur des ennemis qui, pense-t-il, sont en train de se retirer. En fait, c’est  Stonewall Jackson qui, surpris alors qu’il contourne l’armée unioniste, doit arrêter sa manœuvre enveloppante. Sickles refuse ensuite d’obéir à Hooker qui veut lui faire quitter Hazel Grove, une bonne position de défense. En somme, sans Sickles, la défaite de Chancellorsville aurait  été encore plus désastreuse pour l’Union.
La popularité de Sickles était grande auprès des troupiers nordistes. Avec ses amis Joseph Hooker et Daniel Butterfield, il s'était occupé de remonter le moral des soldats, de créer pour eux de meilleures conditions de vie : permissions, amélioration de l'hygiène, de la nourriture et des cantonnements, soins médicaux, etc.
Une preuve de la popularité de Sickles : David B. Birney, successeur de Philip Kearny à la tête de la Ire Division du IIIe Corps d'Armée commandé par Sickles, avait décidé de décerner la Kearny Cross à des soldats et officiers méritants. Le 26 mai 1863, la cérémonie commence par un discours de Sickles sur le front de la Ire division. Les soldats accueillent le maj. gen. Sickles par des cris d'enthousiasme : « En principe, ce devait être un 3 fois 3 hourras, mais ce fut un 9 fois 9 hourras... ».

### A Gettysburg

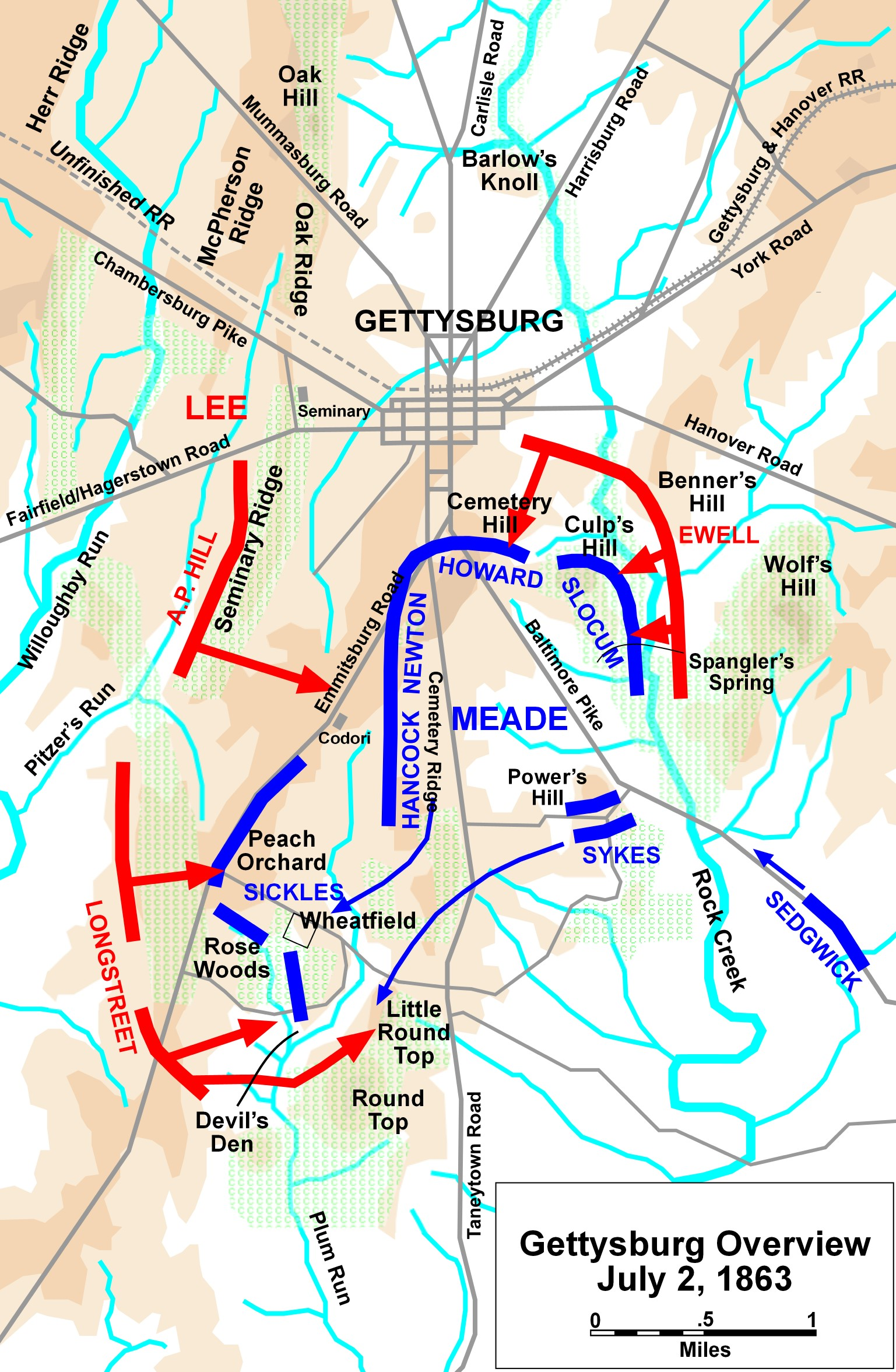
Carte des positions du Sud (en rouge) et du Nord (en bleu) pendant le 2e jour de la bataille de Gettysburg : le saillant formé par l'avancée vers l'ouest du IIIe corps d'armée de Sickles est bien visible.

Sickles connut au 2e jour de la bataille la fin de sa carrière militaire, après un éclatant acte de désobéissance aux ordres précis de son général en chef.
Le 2 juillet 1863, le maj. gen. George G. Meade, nommé (depuis 3 jours seulement) commandant en chef de l’armée du Potomac en remplacement de Hooker, a ordonné au IIIe Corps de s’ancrer en position défensive sur la crête de Cemetery Ridge, entre (au nord) le IIe Corps (brigade de John C. Caldwell) - et (au sud) la colline de Little Round Top.
Sickles, voyant en face de lui l'éminence du Peach Orchard (le Verger aux Pêchers) qui le domine légèrement, et se souvenant peut-être des tirs d’artillerie sudistes qu’il avait dû subir dans une configuration analogue lors de la bataille de Chancellorsville, demande à Meade s'il peut avancer vers la route d'Emmitsburg. Meade refuse, mais Sickles décide de désobéir aux ordres   et il fait avancer ses troupes de presque 1 mile par rapport à Cemetery Ridge. Il pensait ainsi mieux se positionner, mais en fait il créait un saillant en angle aigu dans la ligne de défense unioniste, un point faible où le front nordiste était étiré (et donc aminci) et pouvait être attaqué et canonné de 2 côtés. De plus il laissait sans protection le flanc gauche du IIe Corps.
Meade vint en personne morigéner Sickles, mais il était trop tard pour faire reculer le IIIe corps : les Sudistes attaquaient.
L’assaut des Confédérés (et en particulier des divisions de John Bell Hood et de celle du maj. gen. Lafayette McLaws, qui faisait partie du Ier corps d’armée du lieutenant general James Longstreet) écrasa le IIIe Corps unioniste. Au crépuscule, David B. Birney, un des adjoints de Sickles, voyant tant de ses soldats morts, soupira : « Je voudrais être mort moi aussi » (I wish I were already dead).
Une controverse s’est développée entre différents historiens quant à l’effet qu’a eu sur le résultat de la bataille de Gettysburg la création de ce saillant par Sickles.
Pour Edwin B. Coddington, Sickles « est responsable d’avoir pratiquement causé un désastre au centre de la ligne nordiste ». Et pour Stephen W. Sears, « le 2 juillet, Dan Sickles, en désobéissant aux ordres explicites de Meade, a mis en danger non seulement son IIIe Corps, mais aussi tout le plan défensif de l’armée ».
Par contre, John Keegan a émis récemment une opinion différente sur la manœuvre de Sickles : pour lui, l’offensive confédérée, qui devait enfoncer la ligne nordiste, s’est épuisée sur le saillant. James M. McPherson est du même avis : il écrit que « la manœuvre stupide de Sickles a très probablement eu un résultat inattendu : elle a frustré les espoirs de Lee ». Quant à Sickles lui-même, il a soutenu par la suite que lui-même et ses hommes avaient encaissé les premiers le coup de boutoir sudiste, que leur sacrifice avait cassé l’offensive confédérée, et qu’il était donc le principal artisan de la victoire nordiste à Gettysburg…

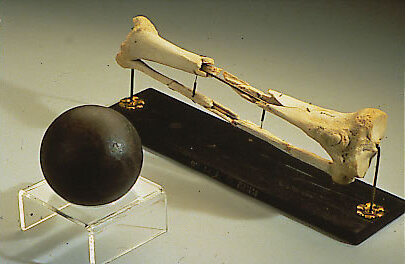
Tibia et péroné droits de Daniel Sickles, exposés au National Museum of Health and Medicine Walter Reed de Washington, à côté d’un boulet de canon de 12 livres, probablement identique à celui qui produisit la lésion.

Son opinion était d’autant plus difficilement réfutable qu’il avait été gravement blessé au plus fort de l’assaut : un boulet ennemi lui avait fracassé la jambe droite alors que, à cheval, il dirigeait la résistance de ses hommes; il avait calmé sa monture, était descendu de cheval, et avait été emporté sur une civière, cigare aux dents et lançant des plaisanteries et des encouragements à ses soldats.
Sickles fut rapidement amputé à l'infirmerie, et, transporté immédiatement à Washington avec un convoi de blessés par la Northern Central Railway; il apporta personnellement (qui plus est le 4 juillet, jour de la fête nationale Independance Day)  la nouvelle de la grande victoire de Gettysburg. Trois jours plus tard, il remontait à cheval et s’occupait à diffuser largement sa version des évènements et à faire valoir son fait d’armes.
Sickles fit don des débris de sa jambe droite au  Army Medical Museum  qui venait d’ouvrir à Washington, et par la suite rendit visite à sa relique chaque 2  juillet.

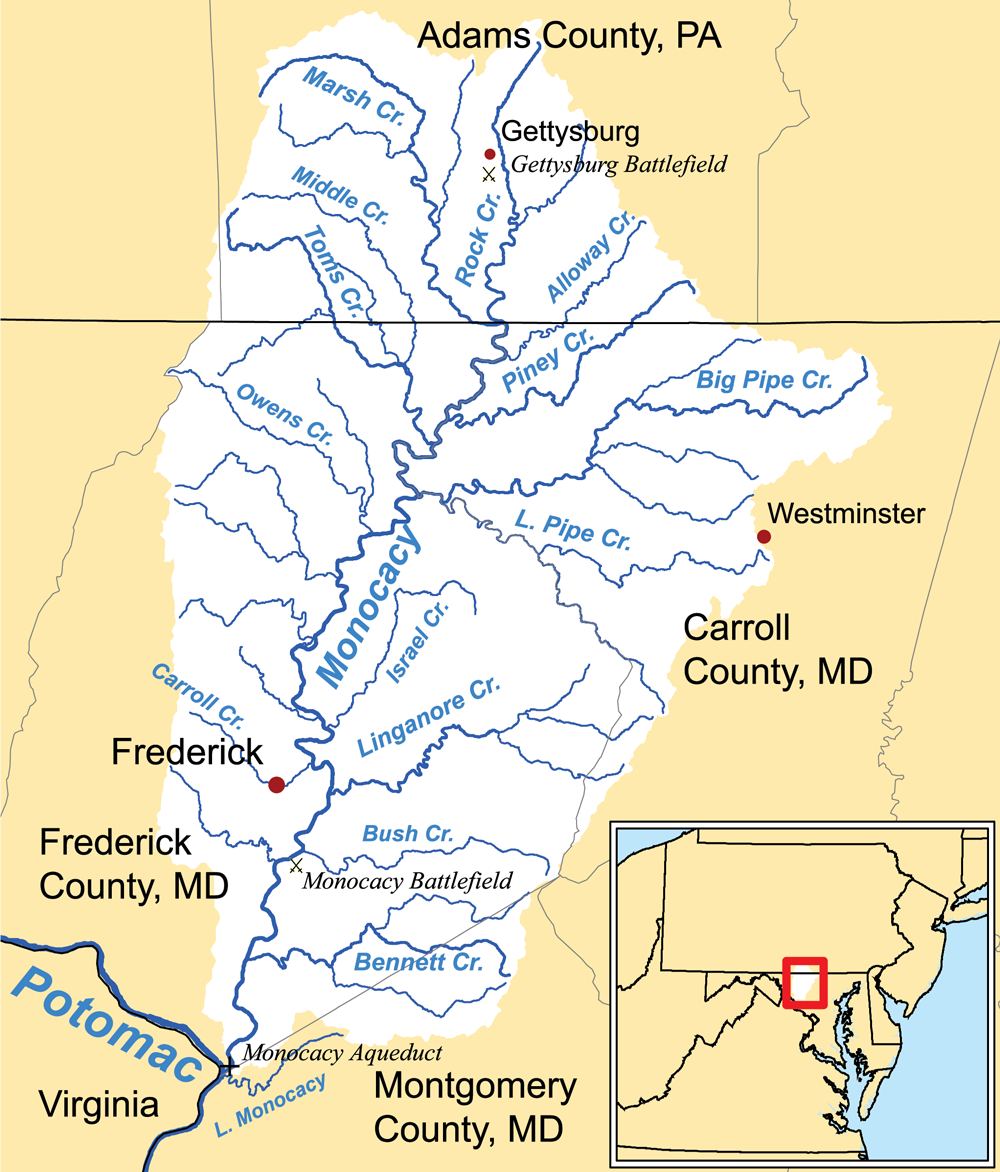
Le ruisseau Big Pipe Creek, un affluent de la Monocacy, qui se jette elle-même dans le Potomac, formait une opportune défense naturelle. Il était logique que Meade l'ait choisi comme éventuelle position de repli. Noter par ailleurs que Gettysburg et Washington D.C. ne sont distantes que de 145 km.

Après Gettysburg, Sickles ne fut pas traduit en cour martiale pour désobéissance grave : c’était un héros blessé au champ d’honneur, qui affirmait avoir remporté la victoire en se sacrifiant avec ses troupes pour protéger Cemetery Ridge et Cemetery Hill. De plus il était connu pour ne pas se laisser attaquer sans riposter (il était surnommé « Devil Dan », « Daniel le Diable »), et il avait de puissants et nombreux appuis politiques. Il passa même à l’attaque, écrivit dans la presse de nombreux articles contre George G. Meade, et témoigna avec son ami Daniel Butterfield devant le Joint Committee on the Conduct of the War (« Commission d’enquête du Congrès sur les anomalies pendant la conduite de la guerre »). Pour ces deux officiers supérieurs, tous deux blessés à Gettysburg, Meade avait manqué d’audace et frustré l’Union d’une victoire complète et décisive. D’ailleurs, ils en avaient pour preuve la « Pipe Creek circular » conçue par Meade avant la bataille : selon eux elle apportait la preuve que le général en chef de l’armée du Potomac avait bien l’intention de se retirer rapidement devant les Confédérés…

## Carrière dans l'après-guerre
Sickles devint un familier de la Maison-Blanche et rendit divers services au président Abraham Lincoln, tout comme à Mme Lincoln. Ainsi, quand début 1862 le texte de l'adresse du président au Congrès est publiée in extenso dans le New York Herald avant d'avoir été prononcée, et qu'une commission d'enquête du Congrès recherche l'origine de la fuite, c'est Sickles qui « découvre le coupable » : le jardinier de la Maison-Blanche vient affirmer devant la commission qu'il a fortuitement lu le discours laissé sur le bureau du président, l'a mémorisé, et l'a répété mot pour mot au journaliste... Et en mai 1864 Lincoln envoya Sickles à Nashville (le président avait nommé en 1862 Andrew Johnson gouverneur militaire du Tennessee occupé, et Johnson y combattait énergiquement la « rébellion »). Sickles nia par la suite être allé à Nashville pour y négocier avec Johnson, mais ce dernier fut choisi peu après comme candidat à la vice-présidence.
Le 20 décembre 1863, Sickles fait partie, avec tous les notables civils et militaires de Washington D.C., du cortège qui mène le brave John Buford à sa dernière demeure.
Sickles resta sous les drapeaux jusqu'à la fin de la guerre et se rebella contre la décision de Grant, qui, au motif de son amputation de la jambe, lui interdit de reprendre le service armé. Même les prières de Sickles (et de ses amis) à Abraham Lincoln ne purent le maintenir en service actif.
En 1865, comme la guerre venait de finir, Sickles fut envoyé en mission secrète en Colombie : il devait obtenir confirmation de la clause d'un traité américano-colombien de 1846 autorisant le passage de troupes US à travers l'isthme de Panama.
De 1865 à 1867, pendant la période de reconstruction après la guerre de Sécession, Sickles commanda les régions militaires dénommées « de Caroline du Sud », « des Carolines », « du Sud », et le « 2cd District Militaire ». En 1866 il fut nommé colonel du 42e US Infantry (ou Veteran Reserve Corps).
En 1867, Sickles fut nommé officiellement officier supérieur de l'US Army : d'abord brigadier-general pour son action à Fredericksburg, puis major-general  pour son initiative de Gettysburg. En 1869 Sickles est mis à la retraite avec le rang de major-general.
Sickles est ensuite (de 1869 à 1874) ministre-représentant (faisant fonction d'ambassadeur) des États-Unis à Madrid. Sa réputation d'homme à femmes ne faiblit pas en Espagne : on lui attribue une intrigue avec l'ex-reine Isabelle II, et, comme sa femme Teresa est morte en 1867, il épouse en 1871 Carmina Creagh, qui lui donnera 2 enfants, mais le quittera rapidement. La personnalité et l'activité de Sickles lui valent alors le surnom de « the Yankee king of Spain » (« le Yankee roi d'Espagne »). Par ailleurs, quand survient à Cuba (alors possession espagnole) l'Affaire Virginius, Sickles, plus va-t-en-guerre que jamais, ne craint pas de préconiser l'intervention armée, et la gestion de la crise doit lui être retirée par le secrétaire d'État  Hamilton Fish.
Sickles, après avoir quitté son poste de diplomate et vécu environ 5 ans en France, revient à New York, et brigue des postes. Il est président du New York State Board of Civil Service Commissioners de 1888 à 1889, sheriff du comté de New York en 1890, et de nouveau representative (député) au Congrès de 1893 à 1895 (il avait alors 76 ans...).

## Défenseur et promoteur du mémorial de Gettysburg
Sickles fut membre actif de l'association des vétérans Grand Army of the Republic (GAR), qui aidait et défendait les anciens combattants.

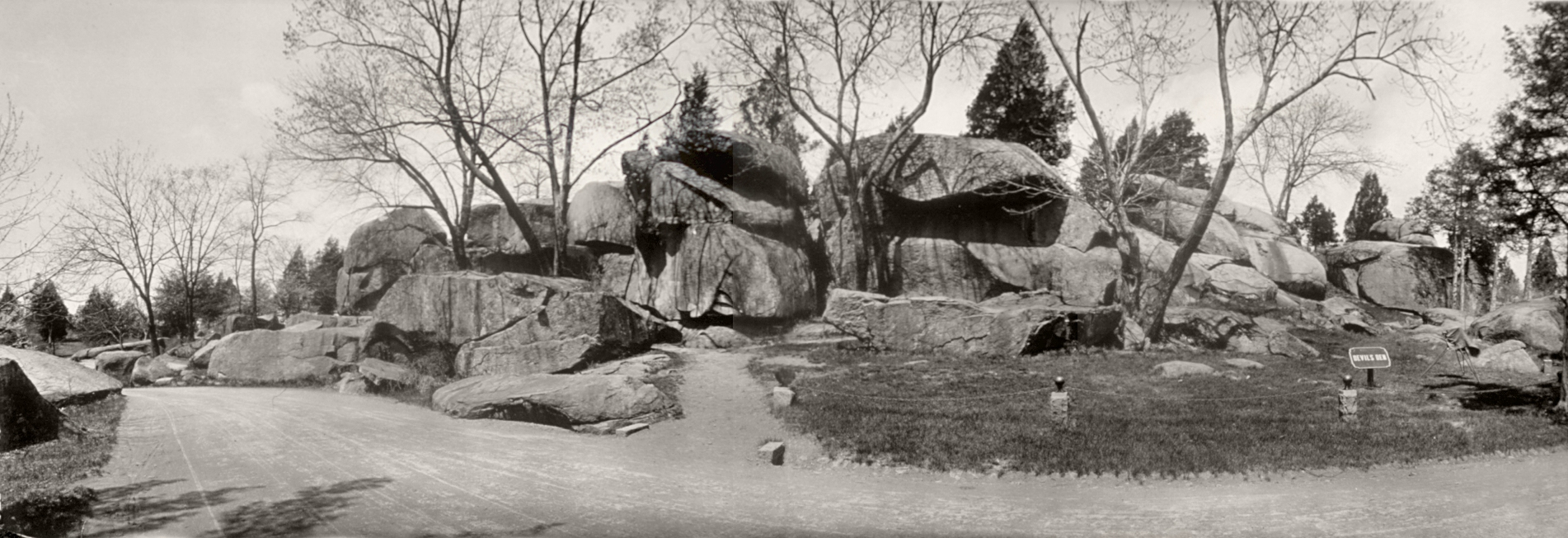
Devil's Den (le Repaire du Diable), un site géologique et historique capital, où la division de David B. Birney fut anéantie le 2 juillet 1863 (2e jour de la bataille de Gettysburg) à la suite de la manœuvre ordonnée par Dan Sickles. Devil's Den faillit être dénaturée par un promoteur en 1892.

Sickles fut aussi, à partir de 1886 et pendant 26 ans chairman (président) de la  New York Monuments Commission. Il s'était consacré à la création du Gettysburg National Military Park et du Gettysburg National Cemetery, tant à la promulgation du cadre législatif (Sickles Bill, 1895) qu'à l'achat des terrains nécessaires, et à la construction des monuments. Il avait aussi en charge la création des cartes (la Sickles Map resta en usage jusqu'en 1974) et de la plaquette résumant la bataille de Gettysburg (il ne manqua pas de s'y attribuer un rôle décisif, et de rabaisser celui de Meade).
En 1892, Sickles, qui faisait aussi partie du conseil d'administration d'une puissante association de vétérans de la guerre de Sécession (le GAR, Grand Army of the Republic) et du GMBA (Gettysburg Battlefield Memorial Association), s'opposa de tout son pouvoir à un promoteur qui avait commencé à faire sauter les rochers et abattre les arbres de Devil's Den (le Repaire du Diable), un haut-lieu de la bataille de Gettysburg.
Sickles protégea le site de la bataille, modela le parc de Gettysburg, et y implanta, selon les concepts architectoniques de l'époque, 89 monuments ainsi que des statues, stèles, etc. en mémoire des combattants new-yorkais. Il fit aussi installer, pour séparer le National Cemetery et le Evergreen Cemetery, les grilles du Lafayette Park de Washington devant lesquelles il avait abattu Philip Key en 1859...
Mais sur le monument élevé au Peach Orchard à la mémoire de l'Exelsior Brigade de New York, un aigle se trouve à l'emplacement prévu pour le buste de Sickles : le vieux briscard avait dû démissionner de ses fonctions, soupçonné en 1912 d'avoir détourné $ 72 000.
Cependant, en 1913, lors des cérémonies de commémoration du 50e anniversaire de Gettysburg, l'ancien combattant Sickles dans son fauteuil à roues fut le point de mire du public et il embrassa ses vieux adversaires du Sud...

## Medal of Honor
Sickles reçut la Medal of Honor, la récompense suprême des braves, le 30 octobre 1897, 34 ans après avoir été blessé à Gettysburg.
Selon la citation, il avait « déployé une bravoure éclatante sur le champ de bataille, repoussant vigoureusement l'avancée ennemie, et continuant à encourager ses troupes alors même qu'il avait été sévèrement blessé »,,.

## Funérailles nationales

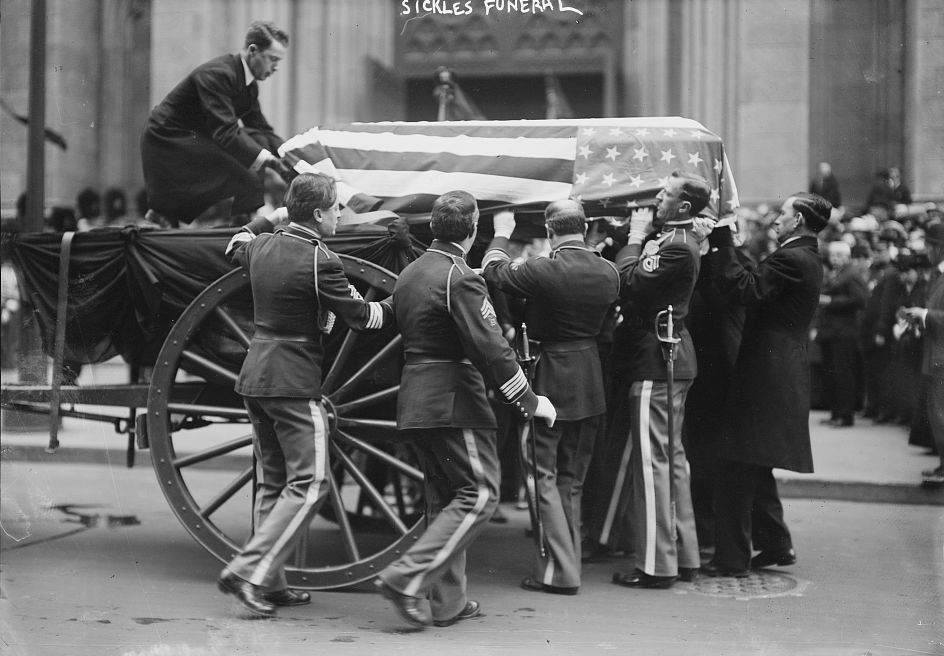

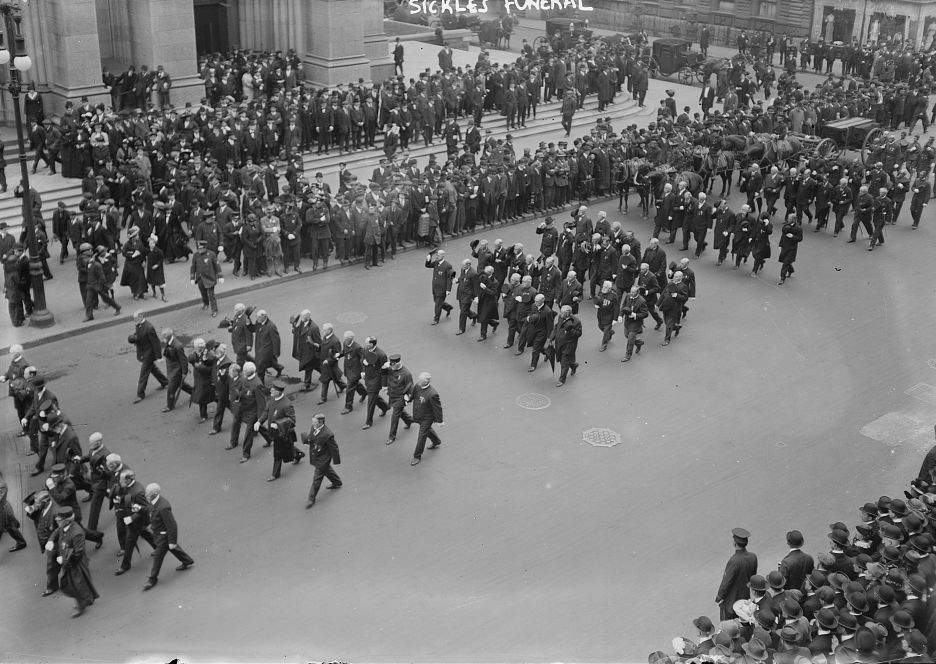
Funérailles de Sickles à Manhattan, le 8 mai 1914.

Pendant les dernières semaines de sa vie, alors que, harcelé par ses créanciers, il avait été frappé par une attaque cérébrale, Sickles se réconcilia avec sa femme et ses enfants, dont il était séparé depuis des décennies.
Lors de la veillée funèbre, 15 membres du Philip Kearny Post (poste qui comptait 500 membres en 1865, et 50 en 1914) de l'association Grand Army of the Republic vinrent avec leur chef de section, le général Edward Hetherton, se recueillir autour de la bière, déposer des fleurs et écouter des discours.
Les funérailles de Sickles eurent lieu le 8 mai 1914 à New York, 5 jours après sa mort. Un affût de canon, entouré d'une garde d'honneur et de survivants de la guerre de Sécession, porta le cercueil couvert de la bannière étoilée de la 9e Rue à la 5e Avenue. Le service religieux se déroula à la cathédrale Saint-Patrick de New York, à Manhattan.
La sépulture de Sickles se trouve au cimetière d'Arlington,, de même que le caveau de son ami Daniel Butterfield.
Dans le New York Times du 4 mai 1914, on pouvait lire : « Combattant, homme de loi, politicien et diplomate : sa vie a été bien remplie. Dans ses dernières années, il jetait un œil sur ces décennies passées, pendant lesquelles luttes et compétitions acharnées abondèrent davantage que le triomphe ».

## Dans les médias
Sickles est un personnage clé des 2 premiers tomes (Gettysburg et  Grant Comes East) de la trilogie écrite sur la guerre de Sécession par Newt Gingrich and William R. Forstchen.
Loin du consensus établi au début du XXe siècle, des livres récents tendent à montrer Sickles comme un politicien corrompu et un usurpateur.
Ainsi, en 2002, parait, par Thomas Keneally, American Scoundrel: The Life of the Notorious Civil War General Dan Sickles (« Une canaille américaine : la vie de Dan Sickles, fameux général de la guerre de sécession »), et en 2009 un livre de James A. Hessler, Sickles at Gettysburg: The Controversial Civil War General Who Committed Murder, Abandoned Little Round Top, and Declared Himself the Hero of Gettysburg (« Sickles à Gettysburg : le controversé général de la Guerre de Sécession qui était un meurtrier, a abandonné Little Round Top, et s'est auto-proclamé le héros de Gettysburg »).